# Caloplaca coronata
Caloplaca coronata är en lavart som först beskrevs av Kremp. ex Körb., och fick sitt nu gällande namn av J. Steiner. Caloplaca coronata ingår i släktet orangelavar och familjen Teloschistaceae.   Inga underarter finns listade i Catalogue of Life.